# Lepidonotus malayanus
Lepidonotus malayanus är en ringmaskart som beskrevs av Horst 1915. Lepidonotus malayanus ingår i släktet Lepidonotus och familjen Polynoidae. Inga underarter finns listade i Catalogue of Life.